# Вторая республика Южной Кореи
Вторая республика Южной Кореи (кор. 대한민국 제2공화국, Тэханмингук чеи конхвагук) — правительство Южной Кореи в течение восьми месяцев в 1960 — 1961 годах. Являлось преемником первой республики, закончилось установлением военного управления Верховного совета национальной перестройки.

## Предпосылки
На 15 марта 1960 года были назначены очередные выборы президента Республики Корея. Согласно конституции, принятой в 1948 году, президент мог избираться только на один срок. Но Ли Сынма́н снова выдвинул свою кандидатуру, а оба оппозиционных кандидата оказались мертвы. Уже в 1959 году начались протестные митинги, а в день выборов в городе Масан (сегодня это район Чханвона) демонстранты столкнулись с полицией. Столкновения начались и в других городах: корейцы протестовали против фактической узурпации власти Ли Сынманом и требовали честных выборов. Для подавления протестов власть подключила армейские силы, что повлекло жертвы среди протестующих.
26 апреля состоялось внеочередное заседание Национального собрания Республики Корея, где была принята резолюция, что результаты мартовских выборов недействительны. Национальное собрание требовало отстранения Ли Сынмана от власти. Резолюцию поддержало правительство США. Ли Сынман покинул Корею.
Министр иностранных дел Хо Джон стал главой переходного правительства.

## Изменения в структуре власти

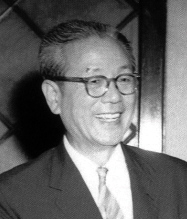
Чан Мён был премьер-министром Республики Корея в 1950—1952 и 1960—1961 годах, а с 1956 по 1960 год занимал пост вице-президента.

15 июня 1960 года Национальное собрание приняло поправки к конституции. Был учреждён двухпалатный парламент, основная власть переходила от президента к кабинету министров. 29 июля прошли парламентские выборы, на которых победила Демократическая партия (Минджудан, хангыль: 민주당, ханча: 民主黨): 175 из 233 мест в Национальном собрании, и 31 из 58 мест в Палате советников. Явка избирателей составила 84,3 %.
На пост президента был выдвинут Юн Босо́н. Кабинет министров, который получил фактическую власть в стране, возглавил Чан Мён..
|        | Портрет | Имя (годы жизни)                    | Полномочия      | Полномочия      | Партия                 | Выборы      | Пр.                     |
| Начало | Портрет | Имя (годы жизни)                    | Окончание       |                 | Партия                 | Выборы      | Пр.                     |
| ------ | ------- | ----------------------------------- | --------------- | --------------- | ---------------------- | ----------- | ----------------------- |
| и. о.  |         | Квак Санхун (1896—1980) кор. 곽상훈 | 15 июня 1960    | 23 июня 1960    | Демократическая партия | [ комм. 1 ] | [ 3 ] [ 4 ]             |
| и. о.  |         | Хо Джон (1896—1988) кор. 허정       | 23 июня 1960    | 7 августа 1960  | Демократическая партия | [ комм. 2 ] | [ 5 ] [ 3 ]             |
| и. о.  |         | Пэк Накчун (1895—1985) кор. 백낙준  | 7 августа 1960  | 13 августа 1960 | независимый            | [ комм. 1 ] | [ 3 ] [ 6 ]             |
| 2      |         | Юн Босон (1897—1990) кор. 윤보선    | 13 августа 1960 | 24 марта 1962   | Демократическая партия | август 1960 | [ 3 ] [ 7 ] [ 8 ] [ 9 ] |

## Развитие событий
Были отменены строгие ограничения на политическое выражение мнений, которые действовали при Ли Сынмане. Это привело к увеличению политической активности в виде собраний, митингов, организаций профсоюзов. По некоторым оценкам, за восемь месяцев Второй республики было проведено около 2000 демонстраций.
Под давлением левых правительство Чан Мёна провело ряд чисток среди военных и полицейских чиновников, которые были замешаны в антидемократической деятельности или коррупции во время Первой республики. Особый закон по этому поводу был принят 31 октября 1960 года. Десятки тысяч человек попали под расследование; из них более 2 тысяч правительственных чиновников и 4 тысячи полицейских были уволены. Кроме того, правительство рассматривало возможность сокращения численности южнокорейской армии на 100 тысяч человек, хотя этот план был отложен.

## Экономика
Вторая республика получила от первой массу проблем, решить которые быстро не удалось. Росла безработица, поднимались цены. южнокорейская валюта упала вдвое к доллару США между осенью 1960 и весной 1961 года. Правительство разработало пятилетний экономический план, основанный на развитии сельского хозяйства и лёгкой промышленности, но реализовать его не успело.

## Внешняя политика
Правительство Чан Мёна возобновило переговоры о нормализации дипломатических отношений между Японией и Кореей; установило дипломатические отношения со многими недавно созданными странами. Сон Вонъиль стал первым послом в Западной Германии, также он присутствовал на церемониях независимости Камеруна, Того, Гвинеи, Мали, Нигерии и Марокко.

## Конец второй республики
Ещё при правлении Ли Сынмана среди высокопоставленных армейских чинов зрел заговор, участники которого собирались захватить власть. Некоторые историки называют его «заговором альтруистов», считая, что военные желали не столько власти для себя лично, сколько думали о благе государства. Апрельская революция 1960 года подарила надежды на перемены и заговор был отложен. Но уже в начале 1961 года заговорщики посчитали, что правительство второй республики не оправдало их надежд, превращается в такую же диктатуру, как и первая республика, и нужно брать власть в свои руки.
Вторая республика просуществовала восемь месяцев. 16 мая 1961 года генерал-майор Пак Чонхи и его соратники из числа армейских офицеров совершили военный переворот и захватили власть в Республике Корея.